# Engelbert Blöchl
Engelbert Franz Xaver Blöchl, O.Cist. (19. prosince 1892, Freistadt – 1. listopadu 1942, Koncentrační tábor Dachau), byl rakouský římskokatolický kněz, vyšebrodský cisterciák, který se stal obětí nacistického režimu.

## Život
Narodil se v prosinci roku 1892 a 25. července 1912 vstoupil ve Vyšším Brodě do cisterciáckého řádu. Po kněžském svěcení působil ve farnostech inkorporovaných vyšebrodskému klášteru. V říjnu roku 1938 (po záboru pohraničí) byl pro své protinacistické postoje internován, a propuštěn byl až poté, co jeho nadřízený, opat Tecelin Jaksch, slíbil, že mu neumožní působit ve Vyšším Brodě.
P. Blöchl byl po propuštění z internace ustanoven kaplanem v Přídolí. Zde se znelíbil místním členům NSDAP, a na základě falešného udání byl 17. ledna 1940 zatčen Gestapem. Bylo proti němu vzneseno vylhané obvinění z obtěžování dvou dívek (kterým bylo zaplaceno, aby proti němu svědčily). Soud jej odsoudil k ročnímu vězení. Zde se setkal se dvěma mladíky, kteří v roce 1933 zavraždili jeho otce – odpustil jim. Po vypršení trestu byl předán k další internaci do koncentračního tábora v Dachau. Zde zemřel na následky podvýživy a odepření lékařské péče 1. listopadu 1942.